# Campionati italiani di triathlon medio del 2018
I Campionati italiani di triathlon medio del 2018 sono stati organizzati dalla Federazione Italiana Triathlon e si sono tenuti a Lovere in Lombardia, in data 3 giugno 2018.
La gara ha previsto 1,9 km di nuoto, 85 km della frazione ciclistica ed una frazione podistica finale di 21 km.
Tra gli uomini ha vinto Marcello Ugazio (Azzurra Triathlon Team), mentre la gara femminile è andata a Elisabetta Curridori (Tri Nuoro).

## Risultati

### Élite uomini
| Pos. | Atleta                      | Società sportiva       | Nuoto    | Bici     | Corsa    | Totale   |
| ---- | --------------------------- | ---------------------- | -------- | -------- | -------- | -------- |
|      | Marcello Ugazio             | Azzurra Triathlon Team | 00:47:29 | 03:23:47 | 01:54:03 | 06:05:19 |
|      | Mattia Ceccarelli           | Cesena Triathlon       | 00:47:28 | 03:26:27 | 01:57:00 | 06:10:55 |
|      | Mattia Camporesi            | T.D. Rimini            | 00:00:00 | 00:00:00 | 12:32:40 | 06:24:15 |
| 4    | Federico Gregorio Incardona | No Limits Friends      | 00:47:36 | 03:33:48 | 02:10:12 | 06:31:36 |
| 5    | Bruno Pasqualini            | Torino Triathlon       | 00:49:30 | 03:47:58 | 01:58:41 | 06:36:09 |
| 6    | Massimo Cigana              | Eroi del Piave         | 00:46:25 | 03:39:09 | 02:12:05 | 06:37:39 |
| 7    | Mauro Pera                  | PPRTeam                | 00:53:33 | 03:37:43 | 02:08:22 | 06:39:38 |
| 8    | Pierluigi Senor             | Torino Triathlon       | 00:58:23 | 03:46:57 | 01:56:19 | 06:41:39 |
| 9    | Alberto Nardin              | Torino Triathlon       | 00:49:58 | 03:48:23 | 02:12:29 | 06:50:50 |
| 10   | Davide Rossetti             | Team Bike Gussago      | 01:00:25 | 03:45:12 | 02:10:13 | 06:55:50 |
| 11   | Pietro Felice Di Silvio     | The Hurricane          | 00:54:38 | 03:48:25 | 02:14:27 | 06:57:30 |
| 12   | Valerio Patanè              | Pro Patria Milano      | 00:55:06 | 03:51:30 | 02:13:04 | 06:59:40 |
| 13   | Emanuele Ciotti             | The Hurricane          | 00:58:13 | 03:55:52 | 02:06:21 | 07:00:26 |
| 14   | Luca Bonazzi                | Freezone               | 00:59:26 | 03:59:46 | 02:03:01 | 07:02:13 |
| 15   | Andrea Recagno              | Forhans Team           | 00:58:15 | 03:48:02 | 02:16:54 | 07:03:11 |
| 16   | Umberto Baracchi            | Torino Triathlon       | 00:54:29 | 04:05:52 | 02:02:51 | 07:03:12 |
| 17   | Riccardo Ridolfi            | T.D. Rimini            | 01:01:42 | 03:51:10 | 02:18:39 | 07:11:31 |
| 18   | Stefano Valente             | Venus Triathlon        | 00:54:41 | 03:59:30 | 02:18:51 | 07:13:02 |
| 19   | Fabio Pruiti                | Magma Team             | 01:03:04 | 03:58:40 | 02:11:49 | 07:13:33 |
| 20   | Roberto Fracca              | Desenzano Triathlon    | 01:08:34 | 03:54:53 | 02:10:21 | 07:13:48 |

### Élite donne
| Pos. | Atleta                     | Società sportiva       | Nuoto    | Bici     | Corsa    | Totale   |
| ---- | -------------------------- | ---------------------- | -------- | -------- | -------- | -------- |
|      | Elisabetta Curridori       | Tri Nuoro              | 00:47:26 | 04:02:20 | 02:18:12 | 07:07:58 |
|      | Margie Santimaria          | PPRTeam                | 00:53:28 | 04:01:51 | 02:21:46 | 07:17:05 |
|      | Maria Alfonsa Sella        | T.D. Rimini            | 00:54:44 | 04:09:29 | 02:19:56 | 07:24:09 |
| 4    | Barbara Trazzi             | Verona Triathlon Km    | 00:54:38 | 04:17:34 | 02:15:24 | 07:27:36 |
| 5    | Federica Cernigliaro       | Magma Team             | 00:56:35 | 04:23:29 | 02:17:03 | 07:37:07 |
| 6    | Silvia Merola              | Latina Triathlon       | 00:54:49 | 04:26:42 | 02:29:14 | 07:50:45 |
| 7    | Elena Mauri                | Rho Triathlon Club     | 01:04:04 | 04:24:46 | 02:32:17 | 08:01:07 |
| 8    | Serena Mattavelli          | Triathlon Novara       | 01:00:30 | 04:41:45 | 02:32:43 | 08:14:58 |
| 9    | Barbara Davolio            | Woman Triathlon Italia | 01:04:16 | 04:47:48 | 02:27:10 | 08:19:14 |
| 10   | Ilaria Zavanone            | Woman Triathlon Italia | 00:55:25 | 04:38:46 | 02:55:14 | 08:29:25 |
| 11   | Antonia Fracchetti         | Dolomitica Nuoto CTT   | 01:01:55 | 04:38:31 | 02:49:36 | 08:30:02 |
| 12   | Chloé Aude Counan          | Triiron                | 01:23:07 | 04:58:47 | 02:28:14 | 08:50:08 |
| 13   | Monica Ferrari             | Verona Triathlon Km    | 01:17:09 | 05:00:22 | 02:48:58 | 09:06:29 |
| 14   | Cristina Sonzogni          | Tri Race Rock Team     | 01:20:16 | 05:12:16 | 03:15:39 | 09:48:11 |
| 15   | Eleonora Bado              | Padova Triathlon       | 00:00:00 | 00:00:00 | 00:00:00 | 00:00:00 |
| 16   | Cristina Cominardi         | Team Bike Gussago      | 00:00:00 | 00:00:00 | 00:00:00 | 00:00:00 |
| 17   | Teodolinda Camera          | Virtus                 | 00:00:00 | 00:00:00 | 00:00:00 | 00:00:00 |
| 18   | Arianna Gigoni             | Pro Patria Milano      | 00:00:00 | 00:00:00 | 00:00:00 | 00:00:00 |
| 19   | Monica Alessandra Riccardi | Woman Triathlon Italia | 00:00:00 | 00:00:00 | 00:00:00 | 00:00:00 |
| 20   | Elena Meldoli              | Cesena Triathlon       | 00:00:00 | 00:00:00 | 00:00:00 | 00:00:00 |